# Kuta Gugung (Sumbul)
Kuta Gugung is een bestuurslaag in het regentschap Dairi van de provincie Noord-Sumatra, Indonesië. Kuta Gugung telt 1808 inwoners (volkstelling 2010).